# Чермалицька сільська рада
| Чермалицька сільська рада — колишній орган місцевого самоврядування у Волноваському районі Донецької області з адміністративним центром у c. Чермалик. До 2014 входило до Тельманівського району Сільській раді підпорядковані населені пункти: - c. Чермалик - с. Орловське - с. Федорівка |

## Склад ради
Рада складається з 16 депутатів та голови.

## Історія
Донецька обласна рада рішенням від 18 червня 2009 року внесла в адміністративно-територіальний устрій області такі зміни: у Тельманівському районі уточнила назву села Орлівське Чермаликської сільради на Орловське та уточнила назву Чермаликської сільради на Чермалицьку.